# Высоково (Череповецкий район)
Высоково — деревня в Череповецком районе Вологодской области.
Входит в состав Югского сельского поселения (с 1 января 2006 года по 8 апреля 2009 года входила в Сурковское сельское поселение), с точки зрения административно-территориального деления — в Сурковский сельсовет.
Расстояние до районного центра Череповца по автодороге — 43 км, до центра муниципального образования Нового Домозерова по прямой — 13 км. Ближайшие населённые пункты — Чабино, Коино, Толмачево.
По данным переписи в 2002 году постоянного населения не было.

## Известные жители
- Тихов, Анатолий Устинович (1919—1945) — командир эскадрильи в Великой Отечественной войне, Герой Советского Союза (1944).